# Chrysotus argentatus
Chrysotus argentatus är en tvåvingeart som beskrevs av Van Duzee 1924. Chrysotus argentatus ingår i släktet Chrysotus och familjen styltflugor. Inga underarter finns listade i Catalogue of Life.